# セント・ピーターズ・カレッジ (オークランド)

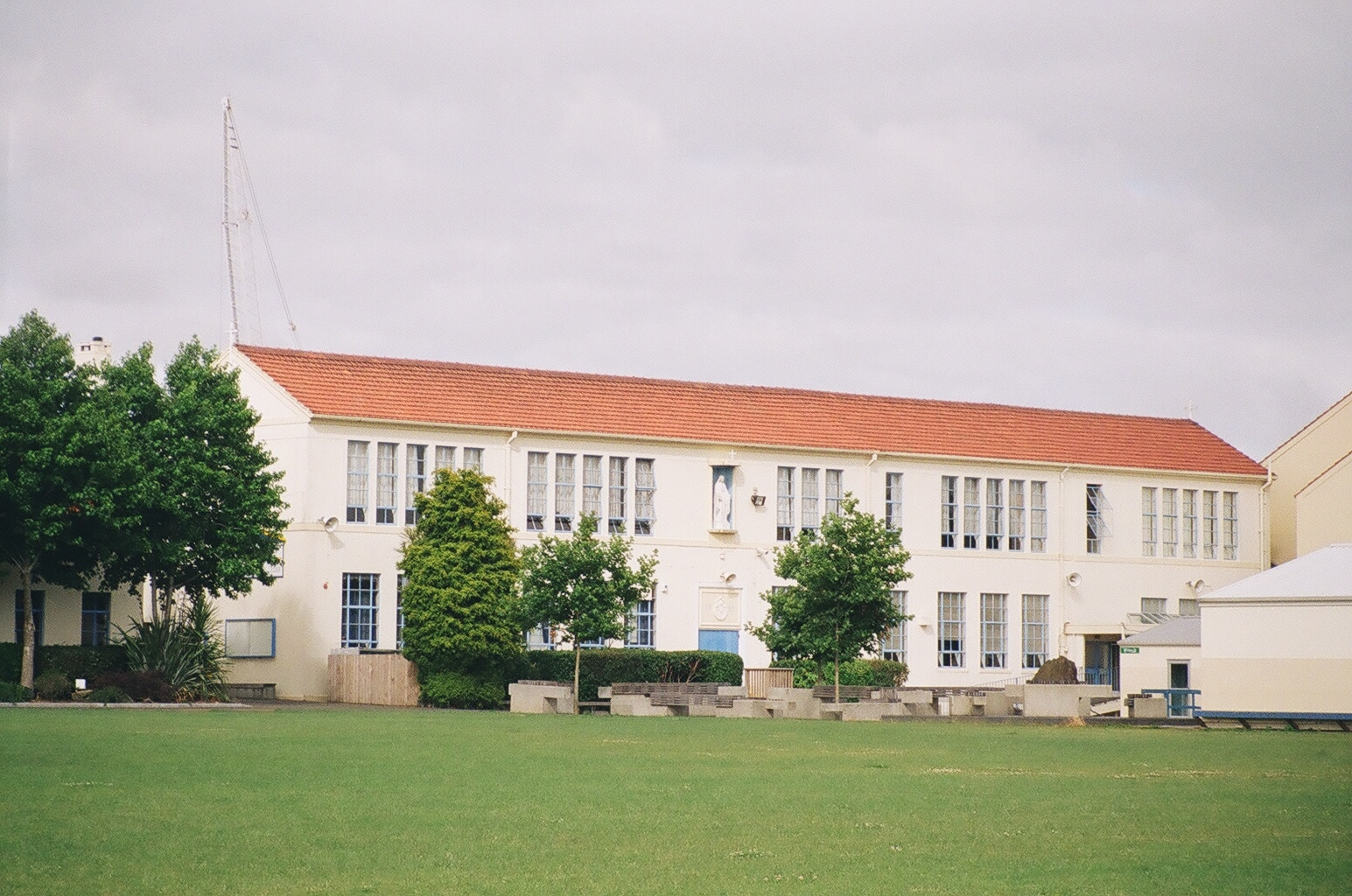
St Peter's College, Bro O'Driscoll Building (1939, additions 1944)

セント・ピーターズ・カレッジ (St Peter's College) は、ニュージーランドのオークランド市中心部にある男子中等学校であり、また、ニュージーランドで最大のカトリック系中等学校である。

## 概要
クリスチャンブラザースにより1939年に設立され、運営がなされてきたが、2008年以降は一般の教員らにより運営されている。最大在籍学生数は1,200人であり、学問面においては、高学年の生徒へNCEAとケンブリッジインターナショナル試験 (CIE) の双方を提供している。また、約70人の留学生が在学している。
著名な卒業生として、マイケル・フェイ卿（実業家、ヨットマン）や、サム・ハント（詩人）など。
- 公式ウェブサイト - www.st-peters.school.nz
- モットー - 慈愛と奉仕 (To Love and To Serve (Amare et Servire))
- 学校形態 - インテグレーテッド カトリック男子中等学校（7学年から13学年）
- 所在地 - 23 Mountain Rd, Epsom, Auckland 3
- 校長 - James Bentley